# Севан (село)
Сева́н (каз. Севан) — село в Бухар-Жырауском районе Карагандинской области Казахстана, входит в состав Новоузенского сельского округа.

## География
Населённый пункт расположен на западе Бухар-Жырауского района, на берегу Чкаловского водохранилища, в 13,8 километрах (по автодороге) к северу от административного центра сельского округа села Новоузенка, в 66 километрах к юго-западу от районного центра посёлка Ботакара и в 19,8 километрах к северо-западу от областного центра города Караганда. Соседние населённые пункты: Стан в 4,9 километрах к юго-западу, Новоузенка в 5,2 километрах к югу, Саратовка в 9 километрах к северо-западу. Транспортное сообщение осуществляется автомобильной дорогой 15-я магистраль города Караганда. Высота центра — 524 метров над уровнем моря.

## Население
| Численность населения | Численность населения | Численность населения | Численность населения |
| 1989                  | 1999                  | 2009                  | 2021                  |
| --------------------- | --------------------- | --------------------- | --------------------- |
| 281                   | ↘245                  | ↘95                   | ↘40                   |

национальный состав
Процентное соотношение численно-преобладающих национальностей села согласно переписи населения 1989 года:
| Национальность | Процентное соотношение |
| -------------- | ---------------------- |
| русские        | 31 %                   |
| немцы          | 23 %                   |
| другие         | 46 %                   |